# Przegródka
Przegródka między zbiorami A i B leżącymi w X – podzbiór L przestrzeni topologicznej taki, że istnieją otwarte zbiory U i W leżące w X takie, że: {\displaystyle A\subset U,\quad B\subset W,\quad U\cap W=\emptyset ,\quad X\setminus L=U\cup W}
Zastosowania: Pojęcie przegródki znajduje liczne zastosowania w topologii, w szczególności w teorii wymiaru.